# Marie Bayerová
Marie Bayerová (2. ledna 1922 Příbor – 31. ledna 1997 Praha, též se uvádí 23. února) filozofka, překladatelka německých a rakouských filozofických děl a editorka filozofických sborníků.

## Život
Studovala na Československém reálném gymnáziu v Příboře, to bylo po okupaci v roce 1938 zrušeno, studium dokončila na gymnáziu ve Frenštátě pod Radhoštěm v roce 1940. V roce 1941 byla totálně nasazená v Německu, poté do roku 1945 pracovala v drogerii v Novém Jičíně. V letech 1945–1949 vystudovala filozofii a psychologii na Filozofické fakultě Univerzity Karlovy. Po absolutoriu působila do roku 1952 jako asistentka na VŠPHV, poté byla v domácnosti. Následně působila v edičním oddělení Filozofickém ústavu ČSAV, kde vypracovala plán vydávání Filozofické knihovny pro nakladatelství ČSAV a nakladatelství Svoboda. V roce 1964 za práci Husserlova fenomenologická metoda obdržela titul CSc. Do svého odchodu do penze v roce 1978 pracovala ve FÚ ČSAV.
Zabývala se fenomenologickou filozofii (zejména Husserlovým dílem), dále Bolzanem. Zkoumala německé a rakouské filozofické myšlení 19. a 20. století v českých zemích.